# キンダガートン・コップ
『キンダガートン・コップ』（原題: Kindergarten Cop）は、1990年公開のアメリカ合衆国のコメディ映画、ファミリー映画。
日本版ポスター等でのキャッチコピーは、「ロス市警最強のｰｰｰシュワルツェネッガー大いに困る!」等。

## あらすじ
麻薬密売組織のボス・クリスプを追っている刑事のジョン・キンブルは、クリスプが街のチンピラのダニーを殺したことを理由に殺人容疑で逮捕する。しかし、ダニーの彼女シンディは法廷での証言を拒否したため、このままではクリスプは釈放されてしまう。ジョンは麻薬密売の証言を得るため、クリスプの金を持ち逃げしてボストン近郊の住宅地に住んでいるという元妻を探すことになる。彼女の子供が通っているオレゴン州にあるアストリア小学校内の幼稚園クラスに潜入捜査することになったが、保母役として潜入する予定だった相棒オハラが食中毒を起こしてしまい、潜入出来なくなってしまう。ジョンは仕方なく代わりの保育士として幼稚園に潜入するが、30人の幼稚園児のパワーに圧倒され怖気付いてしまう。同僚のジョイスや彼女の息子ドミニクに励まされクリスプの子供を探そうとするが、子供を手懐けることが出来ずに自信をなくしていく。
ジョンは情報交換のためオハラと外食しようとするが、そこでジョイス母子と出会う。オハラはとっさにジョンのオーストリア訛りを模倣し、姉だと偽り、母子と食事を共にし、ジョンはジョイスとの交流を深める。翌日、オハラからのアドバイスを受けたジョンは園児たちを相手に「警察学校ごっこ」を始め、それがきっかけで次第に園児たちから慕われるようになる。そんな中、ジョイスから「夫から逃れるために各地を逃げ回っている」と聞かされたジョンは、彼女こそが探し求めていたクリスプの妻だと確信する。同じ頃、クリスプの母エリノアの差し金でシンディが殺され、クリスプが釈放される。母と合流したクリスプは、ドミニクを奪い返すためボストンに向かう。市警からクリスプが迫っていることを聞かされたジョンとオハラは、ジョイスに正体を明かして協力を求めるが、騙されていたことを知ったジョイスは憤慨して逃げ出そうとする。ジョンはジョイスを説得して、ドミニクを守り抜くことを誓うが、幼稚園に侵入したクリスプが放火して騒ぎを起こし、ドミニクを連れ去ってしまう。それに気付いたジョンはクリスプを追うものの、合流しようとしたオハラはエリノアの車にはねられ拳銃を奪われてしまう。
ジョンはクリスプを追い詰めるが、クリスプはドミニクを人質にして逃げようとする。ドミニクが懐に隠していたジョンのフェレットに首を噛まれ激痛でジョンの脚を誤射し、その隙を突いたジョンはクリスプを射殺する。ドミニクはジョイスに保護されるが、ジョンは背後からエリノアに撃たれ重傷を負ってしまう。エリノアはジョンを殺そうとするが、駆け付けたオハラにバットで殴り倒され逮捕される。意識を失ったジョンは園児たちが心配する中病院に運ばれていく。数日後、回復したジョンは幼稚園に戻り、園児たちやジョイスとの再会を喜ぶ。

## 登場人物
ジョン・キンブル
演 - アーノルド・シュワルツェネッガー
ロサンゼルス市警の鬼刑事。オーストリア出身で、父と兄も警察官という警察一家に生まれる。離婚歴があり、離れて暮らす息子がいる。フェレットを飼っている。具合を悪くしたオハラに親切にするが、飛行機内で騒ぐ子供達に目の前で鉛筆を親指でへし折り「これ以上わめくと、こうなるぞ…!」と脅すほどの子供嫌い。当初は潜入捜査は教師の経験がある相棒のオハラに任せる予定だったが、オハラが食中毒になったことから急遽自身が潜入捜査する羽目になる。
目を離した隙に教室で好き放題する園児達に激昂して「黙れ!!」と一喝して、モーテルに戻ったときには疲れ果てていた。ドミニクの助言やオハラの励ましで「警察学校」を開校したり、警笛を鳴らすなど自分のやり方で指導する。教師としての経歴は「オーストリアで教師一家の家庭に生まれ、アメリカへ移住するとアリゾナ、ロードアイランドの高校で地理と体育の授業と女子バスケットボール部の顧問も勤めた」と自称している。
ジョイス・パルミエリ / レイチェル・クリスプ
演 - ペネロープ・アン・ミラー
ジョンが担当する園児ドミニクの母親で、同園の女教師。机に座りながら授業をおしえるなど、どこかだらしない。クリスプの元妻で、「クリスプの金を持ち逃げした」とされていたが、それはクリスプが広めた嘘だった。
フィービー・オハラ
演 - パメラ・リード
ロサンゼルス市警の女刑事。刑事になる前に保母をしていた経験から臨時教員になろうとするが、食中毒のためモーテルで待機する。回復後はジョンの情報を元に捜査を進める。気遣いができる性分で当初はジョンの妻を名乗る予定だったが、ジョイスがジョンに気があると気付くと、咄嗟に妹のウルスラと名乗る。
ミス・シュロウスキー
演 - リンダ・ハント
小学校の校長（幼稚園は小学校付属）。面接の時に園児たちに一切の危害が及ばないように忠告する。
ジョンが虐待をしていたザックの父を懲らしめた後、校長室にジョンを呼び出し、経歴詐称を指摘した上「フェレットを皆に見せたり警笛を鳴らすのは憤慨に値するわ」と叱るが「あなたはすばらしい先生よ」と褒める。ザックが受けた虐待を自分も許せなかったようで、この時ジョンに「ろくでなしの虐待親父を殴ってどうだった？」と本心を打ち明けていた。
カレン・クリスプ
演 - リチャード・タイソン
麻薬密売組織のボス、先妻の息子ドミニクを探していた。終盤でジョンに射殺される。
エリノア・クリスプ
演 - キャロル・ベイカー
クリスプの母親。息子と同様にジョイスを除いた「家族全員」で暮らすため、ドミニクを探し回っている。最後は殺人容疑で逮捕される。
ドミニク・パルミエリ
演 - ジョセフ・カズンズ、クリスチャン・カズンズ
ジョイスとクリスプの子供。ジョンが家庭訪問に来た時、自宅周辺に作った秘密基地を見せて悪人達から防衛を試みる。ある夜、レーザー砲をテレビ塔に設置しようとするが命綱なしで梯子を上っている途中、鳥に驚いて宙吊りになるがジョンに助けられる。
ダニー
演 - トム・カーランダー
シンディの交際相手。金と引き換えにクリスプにジョイスの居場所を教えるが、直後に射殺される。
シンディ
演 - アリックス・コロムゼイ
ダニーの交際相手。クリスプがダニーを殺害する場面を見ていたため事件の証言者となるが、エリノアの依頼を受けた麻薬密売人に高濃度の麻薬を渡され、それを吸引して死亡する。
ヘンリー・シュープ
演 - ボブ・ネルソン
オハラの婚約者でコック。モーテルの部屋にいたが、ジョンに侵入者と間違えられベレッタで脅される。トイレで着替える前に大慌てで股間をクッションで隠す位お茶目な人物。事件解決後、ジョンの見舞いで彼を結婚式に招待した。
ザック・サリバン
演 - ジャスティン・ページ
ジョンのクラスにいる児童。クリスプと似ており、初めはジョンにクリスプの子ではないかと推測されていた。内気な性格で、クラスの誰とも遊ばずにいたため、皆からは「うんこ顔」、｢ウンチッチ｣と呼ばれいじめられていた。その原因は父親から暴行を受けていたことだった。そのため、父親がジョンに殴り倒される。それからは明るい性格になっていく。

## キャスト
| 役名                           | 俳優                             | 日本語吹替 | 日本語吹替 |
| 役名                           | 俳優                             | ソフト版 | テレビ朝日版 |
| ------------------------------ | -------------------------------- | --- | --- |
| ジョン・キンブル               | アーノルド・シュワルツェネッガー | 大塚明夫 | 玄田哲章 |
| ジョイス・パルミエリ           | ペネロープ・アン・ミラー         | 土井美加 | 佐藤しのぶ |
| フィービー・オハラ             | パメラ・リード                   | 弥永和子 | 小宮和枝 |
| ミス・シュロウスキー           | リンダ・ハント                   | 京田尚子 | 京田尚子 |
| カレン・クリスプ               | リチャード・タイソン             | 鈴置洋孝 | 江原正士 |
| エリノア・クリスプ             | キャロル・ベイカー               | 竹口安芸子 | 小沢寿美恵 |
| ドミニク・パルミエリ           | ジョセフ・カズンズ               | 大谷育江 | 林勇 |
| ドミニク・パルミエリ           | クリスチャン・カズンズ           | 大谷育江 | 林勇 |
| ジリアン（シルベスターの母親） | キャシー・モリアーティ           | 小宮和枝 | 藤木聖子 |
| ザックの母親                   | ジェイン・ブルック               | さとうあい | 相沢恵子 |
| サラザール警部                 | リチャード・ポートナウ           | 桑原たけし | 岩田安生 |
| ダニー                         | トム・カーランダー               | 檜山修之 | 若林久弥 |
| シンディ                       | アリックス・コロムゼイ           | 松本梨香 | 雨蘭咲木子 |
| ヘンリー・シュープ             | ボブ・ネルソン                   | 辻親八 | 斎藤志郎 |
| スチュワーデス                 | アンジェラ・バセット             | | |
| その他                         | -                                | 田原アルノ 有馬瑞香 渡辺久美子 南央美 今林優 こおろぎさとみ 吉田古奈美 佐藤ユリ 麻生むつみ 横山智佐 遠藤勝代 林裕美子 大山高男 小関一 | 中博史 益富信孝 石波義人 小山田詩乃 宮寺智子 水野龍司 相沢正輝 平尾仁彰 堀部隆一 植松佳菜美 中野悟 川田妙子 市村浩佑 佐藤ユリ 小桜エツ子 二宮千尋 高村祐毅 木村良平 宮岡弥生 内大輔 江崎玲菜 石井雄 児玉英子 菊地優見 斉藤哲平 稲葉祐貴 神子翔 谷口明香 佐藤衣里香 |
|                                |                                  | | |
| 演出                           |                                  | 小林守夫 | 壺井正 |
| 翻訳                           |                                  | 井場洋子 | 宇津木道子 |
| 制作                           |                                  | 東北新社 | グロービジョン |
| 初回放送                       |                                  | | 1995年4月2日 『日曜洋画劇場』 |

- テレビ朝日版は日本では主流ではないPAL方式に基づいて収録されているため、地上波ゴールデンではTBS系『水曜プレミア』での2013年4月24日の放映回を最後に再放送は行われていない（テレビ東京の『午後のロードショー』などの地方ローカル放送や「ザ・シネマ」などの有料衛星放送において不定期放送が行われる場合がある[2][3]）。
- 2021年11月10日発売のBlu-rayにはソフト版とテレビ朝日版両方の日本語吹替を収録。
- 前述の通りテレビ朝日版はPAL方式に基づいて収録されていたため、Blu-rayではNTSC方式に変換して収録している。そのため、全体的に声がやや野太くなっている。

## スタッフ
- 監督：アイヴァン・ライトマン
- 製作：アイヴァン・ライトマン、ブライアン・グレイザー
- 製作総指揮：ジョー・メジャック、マイケル・C・グロス
- 原案：マーレイ・セーラム
- 脚本：マーレー・セーレム、ハーシェル・ワイングロッド、ティモシー・ハリス
- 撮影：マイケル・チャップマン
- 音楽：ランディ・エデルマン
- 編集：ブルーノ・ルベオ

## 評価
レビュー・アグリゲーターのRotten Tomatoesでは37件のレビューで支持率は51%、平均点は5.50/10となった。Metacriticでは15件のレビューを基に加重平均値が61/100となった。

## 続編
続編『キンダガートン・コップ2』が、ドルフ・ラングレン主演のオリジナルビデオとして、2016年8月3日にDVDがリリースされた。なお、主人公のザック・リード（ドルフ・ラングレン）の吹き替えは、ジョン・キンブルをソフト版でも演じている大塚明夫が担当している。